# Wisconsin National Guard

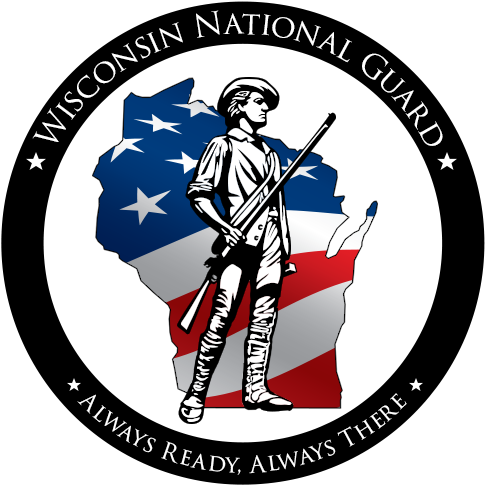
Logo der Wisconsin National Guard

Die Wisconsin National Guard (WING) des Wisconsin Department of Military Affairs des US-Bundesstaates Wisconsin ist Teil der im Jahr 1903 aufgestellten Nationalgarde der Vereinigten Staaten (akronymisiert USNG) und somit auch Teil der zweiten Ebene der militärischen Reserve der Streitkräfte der Vereinigten Staaten.

## Organisation
Die Mitglieder der Nationalgarde sind freiwillig Dienst leistende Milizsoldaten, die dem Gouverneur von Wisconsin (aktuell Tony Evers) unterstehen. Die Nationalgarde hat eine Doppelmission. Neben ihrer Rolle als militärische Reserve der Streitkräfte der Vereinigten Staaten unterstützt sie im Inneren in Krisenzeiten überforderte zivile Behörden. Adjutant General of Wisconsin ist Major General Paul E. Knapp. Die Nationalgardeeinheiten des Staates werden auf Bundesebene vom National Guard Bureau (Arlington, VA) unter General Steven Nordhaus koordiniert.
Die Wisconsin National Guard besteht aus den beiden Teilstreitkraftgattungen des Heeres und der Luftstreitkräfte, namentlich der Army National Guard und der Air National Guard. Die Wisconsin Army National Guard hatte 2017 eine Stärke von 7112 Personen, die Wisconsin Air National Guard eine von 2091, was eine Personalstärke von gesamt 9203 ergibt.

## Geschichte
Die Wisconsin National Guard geht auf das Jahr 1848 zurück, als sie als Wisconsin State Militia gegründet wurde. 1879 wurde sie in Wisconsin National Guard umbenannt. Die Nationalgarden der Bundesstaaten sind seit 1903 bundesgesetzlich und institutionell eng mit der regulären Armee und mit der Gründung der Wisconsin Air National Guard 1940 auch der Luftwaffe verbunden, so dass (unter bestimmten Umständen mit Einverständnis des Kongresses) die Bundesebene auf sie zurückgreifen kann. Bei Einsätzen auf Bundesebene ist der Präsident der Vereinigten Staaten Commander-in-Chief. 
Die Staatsgarde Wisconsins, die Wisconsin State Defense Force, die allein dem Bundesstaat verpflichtet wäre, ist zurzeit inaktiv.

## Wichtige Einheiten und Kommandos
- Joint Forces Headquarters in Madison

### Army National Guard
- 32nd Infantry Brigade in Camp Douglas
- 64th Troop Command in Madison
- 157th Maneuver Enhancement Brigade in Milwaukee
- 426th Regiment (Regional Training Institute)

### Air National Guard
- 115th Fighter Wing auf der Truax Field Air National Guard Base in Madison
- 128th Air Refueling Wing auf der  General Mitchell Air National Guard Base in Milwaukee
- 128th Air Control Squadron
- Volk Field Combat Readiness Training Center